# Gli ascoltatori del cosmo
Gli ascoltatori del cosmo (The Stardroppers) è un romanzo di fantascienza dello scrittore britannico John Brunner del 1972, pubblicato originariamente come racconto lungo nel 1962 con il titolo Listen!, the Stars, tradotto in Italia con il titolo Ascolta, le stelle.
Il titolo originale dell'opera The Stardropper prende il nome dall'immaginario strumento intorno al quale ruotano le vicende del romanzo: è una crasi delle parole in lingua inglese "star" (stella) ed "eavesdropping" (origliare) poiché il congegno, casualmente assemblato ma il cui funzionamento è un controsenso scientifico, permetterebbe di ascoltare misteriosi suoni provenienti dalle stelle.

## Storia editoriale
L'opera è stata pubblicata per la prima volta come racconto lungo nel luglio del 1962 sulla rivista Analog con il titolo Listen! The Stars!, ripubblicata in edizione omnibus l'anno successivo in abbinamento con il romanzo Evasione nel caos (The Rebellers) della scrittrice Jane Roberts. Il racconto è stato ampliato e ripubblicato nel 1972, in forma di romanzo, con il titolo The Stardroppers.
In Italia il racconto lungo è stato pubblicato nel 1963 nell'antologia Il tempo e le stelle con il titolo Ascolta, le stelle, mentre il romanzo è stato ripubblicato nel 1972 con il titolo Gli ascoltatori del cosmo, entrambi nella collana Urania.

## Trama
(John Brunner, Gli ascoltatori del cosmo)
Da circa dieci anni tra la popolazione si è diffuso uno strumento, il "cosmofono" grazie al quale si riescono a captare suoni misteriosi che si suppone provengano da intelligenze aliene o dalle stelle. Lo strumento è stato scoperto casualmente dallo scienziato britannico Rainshaw ma il suo funzionamento, inspiegabile scientificamente, continua ad essere un mistero. L'Agenzia Speciale delle Nazioni Unite è preoccupata per il possibile utilizzo bellico dell'invenzione e invia l'agente speciale Dan Cross a Londra, dove l'utilizzo del cosmofono è oramai diffusissimo, per acquisire informazioni aggiornate sullo strumento. Giunto a Londra, Dan Cross si accorge che una gran quantità di persone è assorta nell'ascolto del cosmofono, anche per strada e che il fenomeno è diventato una vera e propria dipendenza. L'uomo si reca subito in un grande negozio specializzato nella vendita di cosmofoni e, fingendosi un neofita alla ricerca di un pezzo di ricambio per il suo strumento, inizia a chiacchierare con il proprietario, Walter Watson, che gli vende un modello più performante e lo invita a frequentare il "Club Cosmica", punto di ritrovo di appassionati del settore.
Fuori dal negozio, il cosmofono portato a tracolla da Dan attira le attenzioni di una giovanissima che riesce a scipparglielo. Dan insegue la ragazza e, dopo averla raggiunta e fermata, la interroga sul motivo del gesto. La sedicenne, Lilith Miles è fuggita da casa poiché la madre non le consentiva di utilizzare il cosmofono ed ha trovato rifugio in una comune per giovani "cosmofonisti". La ragazza, oramai dipendente, voleva provare l'apparecchio di Dan che acconsente. Lilith chiede a Dan di poter utilizzare il suo cosmofono più a lungo e gli da appuntamento nella comune: sembrerebbe infatti che ogni individuo risponda in modo diverso ai segnali captati con i vari modelli.
Dan raggiunge Scotland Yard dove viene accolto dall'ispettore Hugo Redvers che gli offre la sua collaborazione, fissandogli un appuntamento con il dottor Rainshaw. Il colloquio con l'inventore del cosmofono non apre spiragli sul mistero del suo funzionamento ma Dan apprende che il figlio dello scienziato, Robin Rainshaw, è letteralmente scomparso durante un esperimento di ascolto, fenomeno che si sta verificando con inquietante frequenza. Dan si reca nella comune di Lilith per prestagli l'apparecchio; qui conosce il giovane Nicholas Carlton, ricco fondatore e sovvenzionatore della struttura che dà asilo ai cosmofonisti più giovani e non abbienti. Mentre Dan sta discorrendo con Carlton, Lilith si ritira nella sua stanza ma, intenta ad ascoltare i suoni del cosmofono, sparisce misteriosamente. Dan inizia a frequentare il Club Cosmica dove conosce Angel Alien con la quale ha un colloquio. Durante un esperimento collettivo presso la sede del club, Dan assiste alla sparizione di uno dei membri, Leon Patrick. La notizia dell'evento si diffonde e i giornalisti mettono sotto pressione tutti i membri del Club Cosmica a caccia di informazioni. Dan si rifugia nel suo albergo di Londra sfuggendo alla Stampa; nella hall viene avvicinato da un certo Norman Ferrers, già conosciuto durante una riunione del club, che lo interroga insistentemente sulla sparizione di Leon Patrick, seduto vicino a Dan pochi attimi prima della scomparsa. Dan liquida bruscamente l'uomo allontanandolo e si ritira nella sua camera ma, una volta entrato nella stanza, vi trova Ferriers che lo minaccia con una pistola. L'uomo, un fanatico nazionalista, appartiene all'organizzazione reazionaria europea denominata "Fronte Blu" che vede con ostilità la diffusione del cosmofono e teme il suo utilizzo bellico da parte dei paesi comunisti. Dan rifiuta di ascoltare le farneticazioni di Ferrers e approfitta del fortuito ingresso nella camera di un cameriere dell'albergo per disarmarlo e quindi farlo arrestare.
Su consiglio di Angel Alien, Dan si reca a Chiswick su consiglio di Angel Alien, per incontrare Jerry Bartlett, già conosciuto al club. l'uomo lavora come ingegnere per un'industria di telecomunicazioni, e sta svolgendo approfondite ricerche sul cosmofono. Bartlett confessa di non essere riuscito a capire l'origine dei segnali captati con il cosmofono e che la comprensione delle leggi fisiche che fanno funzionare lo strumento aprirebbe inaspettati utilizzi dell'apparecchiatura, anche nei trasporti, ipotizzando che le sparizioni altro non sono che fenomeni di teletrasporto. Chiacchierando con Bartlett, Dan apprende che anche Robin Rainshaw, prima della sua sparizione, frequentava il Club Cosmica e che alcune delle più autorevoli ricerche sul cosmofono sono pubblicate nel bollettino del club e sono opera di Walter Watson uno scienziato neurofisiologo prima di aprire il suo negozio. Viene inoltre a sapere che Angel alien è la moglie dello scomparso Robin Rainshaw e che frequenta il club nella speranza di scoprire come ritrovare il marito. Dan, tornato a Londra, intuisce che dietro la copertura del negozio di Watson e il Club Cosmica debba nascondersi altro. Giunto al negozio lo trova gremito di gente che, presa dalla mania del cosmofono; la confusione permette a Dan di introdursi nel retro del negozio e da qui entrare nel palazzo sede del club dove trova in una stanza, delle mute subacquee e bombole di ossigeno accatastate. Il mistero viene svelato da un uomo, che rivelerà essere Robin Rainshaw, che appare improvvisamente nella stanza. Il cosmofono non solo intercetta segnali provenienti da popolazioni aliene ma, soprattutto, funziona come teletrasporto; tuttavia può essere padroneggiato senza pericolo solo da pochi soggetti, perlopiù giovani psicologicamente predisposti. Infatti, molti degli scomparsi si sono involontariamente materializzati nello spazio, senza possibilità di ritorno. Robin, invece, insieme ad altri, sa ben padroneggiare il cosmofono e ha visitato molti mondi alieni. Durante il confronto con Robin, Dan viene raggiunto da Watson che lo teletrasporta nello Spazio. Dan, solo grazie all'addestramento psicologico impartitogli dall'Agenzia, riesce a ritornare immediatamente indietro, prima di subire danni dal vuoto cosmico. Watson e Robin comprendono che le tecniche di addestramento mentale dell'agenzia consentiranno a tutti di poter utilizzare il cosmofono e mettono al corrente Dan del loro piano. Il Club Cosmica ha selezionato centinaia di persone, tra cui la scomparsa Lilith e lo stesso ispettore Hugo Redvers, che hanno imparato a teletrasportarsi nei depositi bellici delle varie nazioni per disassemblare le armi. Dan si convince della bontà del progetto e accetta di collaborare con Watson fornendogli accesso alla lista, compilata dall'Agenzia, delle armi di distruzione di massa dislocate nel mondo e di collaborare così per il bene dell'Umanità, per la pace e l'esplorazione dell'universo.

## Personaggi
Dan CrossAgente statunitense dell'Agenzia Speciale delle Nazioni Unite. Ha l'incarico di indagare su possibili utilizzi bellici o eversivi del cosmofono.
Lilith MilesSedicenne londinese fuggita da casa poiché dipendente dal cosmofono. Sparita misteriosamente durante l'utilizzo del cosmofono.
Nicholas CarltonIl ricco venticinquenne fondatore e sovvenzionatore di una comune per giovani cosmofonisti presso la quale si rifugia Lilith fuggita di casa.
Barbie CarltonLa moglie di Nicholas.
Walter WatsonIl proprietario di un grande negozio di cosmofoni di Londra e fondatore del "Club Cosmica", il più autorevole club del settore.
Leon PatrickMembro del Club Cosmica, sparito misteriosamente durante un esperimento con il cosmofono nella sede del club.
Hugo RedversQuarantunenne ispettore di Scotland Yard, collegamento britannico a Londra di Dan Cross. Si rivelerà essere socio del Club Cosmica.
RainshawLo scienziato britannico inventore del cosmofono.
Robin RainshawFiglio dello scienziato inventore del cosmofono e suo collaboratore. Scomparso misteriosamente durante l'utilizzo del cosmofono, verrà ritrovato da Dan Cross nascostosi presso la sede del Club Cosmica.
Angel AlienLa moglie di Robin. Frequenta il Club Cosmica, nella speranza di scoprire come utilizzare il cosmofono per ritrovare il marito disperso.
Norman Ferrersfanatico nazionalista appartenente all'organizzazione reazionaria "Fronte Blu".
Jerry BartlettFrequentatore del Club Cosmica. Ingegnere presso una ditta di telecomunicazioni, sta svolgendo ricerche scientifiche sul cosmofono.

## Edizioni
- (EN) John Brunner, Listen! The Stars!, in Analog Science Fact - Science Fiction, vol. 69, n. 5, Condé Nast, luglio 1962.
- (EN) John Brunner, Listen! The Stars!, in Listen! The Stars! / The Rebellers, Ace Double, F-215, Ace Books, luglio 1963.
- John Brunner, Ascolta, le stelle, in Il tempo e le stelle, traduzione di Lidia Felicioni, Urania, n. 324, Milano, Mondadori, dicembre 1963.
- (EN) John Brunner, The Stardroppers, n. 23, DAW Collectors, DAW Books, settembre 1972.
- (DE) John Brunner, Echo der Sterne, traduzione di Leni Sobez, n. 21087, Bastei Lübbe Science Fiction Taschenbuch, Bergisch Gladbach, Bastei Lübbe, 1976, ISBN 978-3-404-00532-1.
- (FR) John Brunner, À l'écoute des étoiles, traduzione di Jacqueline Huet, n. 95, Le Masque Science Fiction, Parigi, Librairie des Champs-Élysées, 1979, ISBN 2702409415.
- John Brunner, Gli ascoltatori del cosmo, traduzione di Laura Serra, n. 849, Urania, Milano, Mondadori, agosto 1980.
- (DE) John Brunner, Sternenlauscher, traduzione di Leni Sobez, n. 23015, Bastei Lübbe Science Fiction Abenteuer, Bergisch Gladbach, Bastei Lübbe, 1982, ISBN 978-3-404-23015-0.